# Sundbäcken (naturreservat)
Sundbäcken är ett naturreservat 3 km norr om Idre by i Älvdalens kommun i Dalarnas län.
Området är naturskyddat sedan 2013 och är 160 hektar stort. Reservatet består av tallskog med mindre granbestånd i anslutning till myrar och vattendrag.